# 圣菲利普
圣菲利普（法語：Saint-Philippe，法語發音：[sɛ̃ filip]）是法国海外省留尼汪的一个市镇，属于圣皮埃尔区。

## 地理
圣菲利普（21°21'34"S, 55°46'4"E）面积153.94 平方千米，位于法国海外省留尼汪。
与圣菲利普接壤的市镇（或旧市镇、城区）包括：圣约瑟夫、圣罗斯。
圣菲利普的时区为UTC+04:00。

## 行政
圣菲利普的邮政编码为97442，INSEE市镇编码为97417。

## 政治
圣菲利普所属的省级选区为圣伯努瓦第二县。

## 人口

1962-2008年间圣菲利普人口变化图示

圣菲利普于2022年1月1日时的人口数量为5093人。